# Playa de Bonome
La playa de Bonome, también conocida como Bonhome, se sitúa entre Tazones y Villaviciosa, en plena Ría de Villaviciosa, en el concejo de Villaviciosa, Asturias, España. Forma parte de la Costa Oriental de Asturias.

## Descripción
Se sitúa muy próxima a la Playa de El Puntal (Asturias), que desempeñó la tarea de embarcadero de pequeñas barcas de pesca antiguamente.
Solo es visible durante la bajamar, quedando aislada por un dique, que junto con otro encauza el agua de la ría. Tiene poca arena, pero resulta interesante porque en ella se puede encontrar angula y resulta un lugar muy adecuado para la observación de aves, las cuales crían en la isla, de acceso prohibido (por ser zona de anidación de aves protegidas), que queda en medio de la Ría de Villaviciosa.